# Michałów (powiat piotrkowski)
Michałów – wieś w Polsce położona w województwie łódzkim, w powiecie piotrkowskim, w gminie Moszczenica.
Obecna wieś Michałów stanowi północną część wsi, którą 1 lutego 1977 przedzielono, a jej północną część włączono do Piotrkowa Trybunalskiego.
W latach 1975–1998 miejscowość należała administracyjnie do województwa piotrkowskiego.

## Historia
Od 1867 w gminie Szydłów w powiecie piotrkowskim w guberni piotrkowskiej. Od 1919 w woj. łódzkim. Tam 19 października 1933 utworzono gromadę o nazwie Michałów w gminie Szydłów, składającą się z samego Michałowa.
Podczas II wojny światowej Michałów włączono do Generalnego Gubernatorstwa (dystrykt radomski, powiat Petrikau), nadal w gminie Szydłów. W 1943 roku liczba mieszkańców wynosiła 198. Podczas kampanii wrześniowej (1939 r.) stacjonowała w okolicznych lasach 4 września 19 Dywizja Piechoty gen. J. Kwaciszewskiego. Linia obrony znajdowała się na brzegu lasu i przebiegała aż od miejscowości Pieńki Karlińskie przez Jarosty i Michałów i Raków. W lesie w Michałowie znajdywał się także Obwód 85 pułku piechoty. Przebiega także kolej Warszawsko-Wiedeńska.
Po wojnie ponownie w województwie łódzkim i powiecie piotrkowskim, jako jedna z 29 gromad gminy Szydłów. W związku z reorganizacją administracji wiejskiej jesienią 1954, Michałów wszedł w skład nowej gromady Szydłów.
Od 1 stycznia 1973 w nowo utworzonej gminie Piotrków Trybunalski w powiecie piotrkowskim. W latach 1975–1977 miejscowość należała administracyjnie do województwa piotrkowskiego.
1 lutego 1977 gminę Piotrków Trybunalski zniesiono, a południową część Michałowa (87 ha) włączono do Piotrkowa Trybunalskiego. Poza Piotrkowem pozostała północna część wsi, którą włączono do gminy Moszczenica.

## Geografia
Przez miejscowość przepływa struga Rakówka.